# Tetraloniella sjoestedti
Tetraloniella sjoestedti är en biart som först beskrevs av Heinrich Friese 1909.  Tetraloniella sjoestedti ingår i släktet Tetraloniella och familjen långtungebin. Inga underarter finns listade i Catalogue of Life.